# Джардин-хаус
Джардин-хаус (англ. Jardine House, кит. 怡和大廈) — 52-этажный гонконгский небоскрёб, расположенный в округе Сентрал-энд-Вестерн. Ранее назывался Connaught Center.
Джардин-хаус построен в 1973 году в стиле модернизма на месте старого одноимённого здания, снесённого в 1968 году (стоимость проекта составила 18,6 млн USD). В 1972—1980 годах был самым высоким зданием Гонконга, а в 1972—1974 годах — всей Азии. Знаменит своими круглыми окнами-иллюминаторами (из-за которых имеет нелицеприятное прозвище «The House of a Thousand Arseholes»). Связан системой пешеходных переходов (Central Elevated Walkway) с другими зданиями района. Девелопером Джардин-хаус является компания Hongkong Land. В здании располагается штаб-квартира корпорации Jardine Matheson (среди других крупных арендаторов — офисы BASF, JPMorgan Chase, Skandinaviska Enskilda Banken, British Airways, Qantas, Clifford Chance и Rolex). Появлялся в кадрах телесериала «Noble House» и фильма «The Amsterdam Kill».

## Галерея
- Джардин-хаус, вид из бухты Виктория (июнь 2008)
- Джардин-хаус ночью (май 2009). Рядом с ним (слева направо) башня Банка Китая, Чхёнкхон-сентер и здание банка HSBC
- В вестибюле Джардин-хауса (январь 2019)
- Фасад Джардин-хауса (июль 2020)